# Liliana Porter
Liliana Porter (ur. 1941 w Buenos Aires) – argentyńska graficzka.
Studiowała w Meksyku i Argentynie, po ukończeniu studiów w 1964 przeniosła się do Nowego Jorku, gdzie otworzyła wraz z Luisem Camnitzerem pracownię New Graphic Workshop. W 1983 otrzymała nagrodę na Biennale Grafiki Iberoamerykańskiej w Montevideo, a w 1986 na Międzynarodowym Triennale Grafiki w Krakowie.